# مملكة رومانيا
مملكة رومانيا (بالرومانية: Regatul României) هي ملكية دستورية وُجدت في رومانيا منذ السادس والعشرين من شهر مارس عام 1881، تزامنًا مع تنصيب الأمير كارل هوهنتسولرن-زيغمارن ملكًا على رومانيا ليصبح اسمه الملك كارول الأول، وحتى عام 1947 عندما خُلع الملك ميكايل الأول عن العرش وأعلن البرلمان الروماني قيام جمهورية رومانيا الشعبية.
منذ عام 1859 وحتى عام 1877، تطور وضع رومانيا السياسي من اتحاد شخصي لإماراتين تابعتين هما البغدان والأفلاق (مولدوفا وفالاشيا) تحت سلطة أمير واحد إلى إمارة ذات سيادة مستقلة تحت ملكية هوهنتسولرن. حصل البلد على استقلاله عن الإمبراطورية العثمانية خلال فترة الحرب التركية الروسية بين عامي 1877 و1878 (والتي تُعرف محليًا باسم حرب الاستقلال الرومانية)، وتلقّت رومانيا حينها منطقة دبروجة الشمالية مقابل تخليها عن الجزء الجنوبي من بيسارابيا. يُشار إلى أراضي المملكة خلال عهد الملك كارول الأول، أي منذ الرابع عشر من شهر مارس عام 1881 (الـ 27 من مارس وفقًا للتقويم الجديد) وحتى الـ 27 من شهر سبتمبر عام 1881 (الـ 10 من أكتوبر وفقًا للتقويم الجديد)، باسم مملكة رومانيا القديمة، لتفريقها عن «رومانيا العظمى»، والتي تشمل مناطقًا أصبحت جزءًا من دولة رومانيا عقب الحرب العالمية الأولى (بيسارابيا وبانات وبوكوفينا وترانسيلفانيا).
باستثناء الشطرين الجنوبيين لبوكوفينا وترانسيلفانيا، تخلت رومانيا عن تلك الأراضي للدول المجاورة عام 1940، استجابة لضغوط من ألمانيا النازية والاتحاد السوفيتي. عقب حملة كارثية شنتها رومانيا خلال الحرب العالمية الثانية إلى جانب قوى المحور، وتغيير اسمها إلى (فيلق رومانيا)، انضمت الدولة إلى قوى الحلفاء عام 1944، واستعادت جراء ذلك ترانسيلفانيا الشمالية. أدى تأثير الاتحاد السوفيتي المجاور على رومانيا والسياسات التي اتخذتها التحالفات السياسية التي يهيمن عليها الشيوعيون إلى إلغاء الملكية، وأصبحت رومانيا جمهورية شعبية في اليوم الأخير من عام 1947.

## الاتحاد والملكية
أدت هيمنة ألكسندر يوحنا كوزا عام 1859 بصفته أمير مولدوفا وفالاشيا تحت الولاية الشكلية للإمبراطورية العثمانية إلى توحيد الأمة الرومانية تحت حاكمٍ واحد. في الخامس من شهر فبراير عام 1862 (24 يناير وفقًا للتقويم القديم)، توحدت الولايتان رسميًا لتأسيس ولاية رومانيا، وكانت بوخارست عاصمتها.
في الثالث والعشرين من شهر فبراير عام 1866، أُجبر كوزا على التخلي عن العرش على يد ما يُسمى بالتحالف الرهيب، وهو تحالف مؤلف من المحافظين والليبراليين المتطرفين. نُصب الأمير الألماني كارل هوهنتسولرن–زيغمارن أميرًا على رومانيا، فجاءت تلك الحركة لتأكد دعم ألمانيا لوحدة رومانيا واستقلالها المستقبلي. تبنى الأمير على الفور اللفظ الروماني لاسمه، وهو كارول، وحكم خلفاؤه رومانيا حتى خلع الملكية عام 1947.
عقب الحرب التركية الروسية بين عامي 1877–1878، حصلت رومانيا على الاعتراف الرسمي بكونها دولة مستقلة إثر معاهدة برلين عام 1878، وحصلت على دبروجة، لكنها اضطرت إلى تسليم بيسارابيا الجنوبية (بودجاك) لروسيا. في الخامس عشر من شهر مارس عام 1881، وتأكيدًا على السيادة التامة لرومانيا، رفع البرلمان الروماني وضع البلاد إلى مملكة، ونُصب كارول ملكًا في العاشر من شهر مايو.
حُصرت رومانيا بين ثلاث إمبراطوريات، هي العثمانية والنمساوية–المجرية والروسية، وحوت مجموعات سكانية سلافية في الأقسام الغربية الجنوبية والجنوبية والشمالية الشرقية، وحدّها من الشرق البحر الأسود، وجيرانها المجريون على من الغرب والشمال الغربي. لذا، وجهت الدولة الرومانية الجديدة أنظارها نحو الغرب، تحديدًا فرنسا، وسعت إلى تقليد نماذج الغرب الثقافية والتعليمية والإدارية ]بحاجة لتوثيق[.
امتنعت رومانيا عن المشاركة في حرب البلقان الأولى ضد الإمبراطورية العثمانية، لكن مملكة رومانيا انخرطت في حرب البلقان الثانية في شهر يونيو عام 1913 ضد قيصرية بلغاريا. تحرّك 330 ألف جندي روماني عبر الدانوب ووصلوا بلغاريا. احتل أحد الجيوش دبروجة الجنوبية، وتحرّك جيش آخرٌ نحو شمال بلغاريا لتهديد مدينة صوفيا، ما قد يسهم في إنهاء الحرب. استحوذت رومانيا بذلك على أراضي دبروجة الجنوبية المختلطة إثنيًا، وتلك منطقة رغبت رومانيا بضمها منذ سنوات.
في عام 1916، انخرطت رومانيا في الحرب العالمية الأولى إلى جانب الوفاق الثلاثي، ودخلت حربًا ضد بلغاريا، فاستولت القوات البلغارية مجددًا، وعقب سلسلة من الانتصارات العسكرية، على دبروجة التي تنازلت عنها بلغاريا سابقًا إثر معاهدة بوخارست ومجلس برلين. لم تؤد القوات الرومانية أداءً عسكريًا جيدًا، لكن تزامنًا مع انتهاء الحرب، انتهت أيضًا الإمبراطوريتان النمساوية والروسية، فأعلنت عدة مجالس في ترانسيلفانيا وبيسارابيا وبوكفينا أنها هيئات تمثيلية لتلك المناطق، وقررت الاتحاد مع رومانيا. خُصصت معظم تلك الأراضي لرومانيا في عام 1919 وفق معاهدة سان جرمان وعام 1920 وفق معاهدة تريانون.

## المملكة الرومانية القديمة (1881–1918)
المملكة الرومانية القديمة هو مصطلح متداول يشير إلى الأراضي التي غطتها الدولة القومية الرومانية المستقلة والأولى، والتي تألفت من إمارتي الدانوب –فالاشيا ومولدوفا. قامت المملكة الرومانية القديمة عندما انتخبت ألكسندر يوحنا كوزا أميرًا لها، وحققت بذلك وحدتها بحكم الواقع –كانت إمارتا الأفلاق والبغدان خاضعتين لولاية الإمبراطورية العثمانية في تلك الفترة، واستطاعت رومانيا توحيد نفسها برعاية معاهدة باريس (1859) والمجالس المؤقتة الناشئة في كلتا الإمارتين. حدد هذا التصرف السياسي المنطقة بأكملها، فتبعه ضم دبروجة الشمالية إلى رومانيا عام 1878، ثم إعلان مملكة رومانيا عام 1881، وإلحاق دبروجة الشمالية عام 1913.
أصبح المصطلح –المملكة الرومانية القديمة– متداولًا عقب الحرب العالمية الأولى، فأصبحت المملكة القديمة مختلفة عن رومانيا العظمى، والتي شملت ترانسيلفانيا وبانات وبيسارابيا وبوكفينا. حاليًا، للمصطلح دلالة تاريخية بشكل رئيس، ولا يستخدم غير ذلك إلا بصفته مصطلحًا شائعًا يشير إلى جميع المناطق الواقعة ضمن رومانيا، سواءً المملكة القديمة أو حدود دولة رومانيا حاليًا.

## الحرب العالمية الأولى
تأخرت رومانيا في دخول الحرب العالمية الأولى، لكنها أعلنت الحرب أخيرًا على قوى المركز عام 1916. أصبحت الحملة العسكرية الرومانية في مأزق عندما سحقت قوى المركز القوات الرومانية التي هاجمت ترانسيلفانيا على الفور، واحتلت قوى المركز فالاشيا ودبروجة، وكذلك بوخارست وحقول النفط ذات الأهمية الاستراتيجية بحلول نهاية العام 1916. في عام 1917، وعلى الرغم من المقاومة الرومانية العنيفة وتحديدًا  في ميراسيستي، اضطرت رومانيا المحاصرة كليًا من قوى المركز إلى الانسحاب من الحرب جراء انسحاب الروس أيضًا إثر ثورة أكتوبر. فوقعت رومانيا هدنة فوكشان، ثم وقعت بعد عامٍ معاهدة بوخارست في شهر مايو من عام 1918. لكن عقب الهجوم الناجح على جبهة ثيسالونكي الذي أدى إلى إخراج بلغاريا من الحرب، أعادت الحكومة الرومانية على الفور فرض سيطرتها، ونزل جيشها إلى ساحات القتال في العاشر من شهر نوفمبر عام 1918، أي قبل انتهاء الحرب في أوروبا الغربية بيومٍ واحد. عقب إعلان اتحاد ترانسيلفانيا مع مملكة رومانيا في الأول من شهر ديسمبر عام 1918، وعلى يد ممثلي سكان ترانسيلفانيا الرومانيين المجتمعين في ألبا يوليا، اتحدت ترانسيلفانيا بعد فترة قصيرة مع المملكة، وكذلك فعلت بيسارابيا في وقت مبكر من عام 1918، والسبب هو فراغ السلطة في روسيا الذي سببته الحرب الأهلية هناك، ما سمح للمجلس الوطني بإعلان اتحاد بيسارابيا مع رومانيا. أدت الحرب مع الجمهورية السوفيتية المجرية عام 1919 إلى احتلال القوات الرومانية لبودابست وإنهاء نظام بيلا كون البلشفي هناك.

## التاريخ
من 1859 إلى 1877، تطورت رومانيا من اتحاد شخصي تألفت من إمارتين (مولدوفا ولشا) تحت إمرة أمير واحد إلى مملكة كاملة مستقلة ذات نظام ملكي تحت حكم أسرة آل هوهنتسولرن. في عام 1918، في نهاية الحرب العالمية الأولى، تم ضم مقاطعة ترانسيلفانيا وشرق مولدوفا (بيسارابيا) وبوكوفينا إلى أراضي المملكة، لتصبح بعد ذلك «رومانيا الكبرى».
في عام 1940، تم التنازل عن بيسارابيا، وبوكوينا الشمالية، ترانسيلفانيا الشمالية والجنوبية للاتحاد السوفياتي والمجر وبلغاريا واحدا تلو الآخر، فقط يتم استرداد شمال ترانسيلفانيا بعد انتهاء الحرب العالمية الثانية. في عام 1947 اضطر الملك التنازل عن العرش لجمهورية يحكمها الحزب الشيوعي الروماني بدل النظام الملكي.
شهد العام 1859 صعود ألكسندر يوحنا كوزا أميرا لمولدوفا ولشا تحت الهيمنة الاسمية للإمبراطورية العثمانية بهوية رومانية في ظل حاكم واحد. في 5 شباط 1862، اتحدت الامارتين رسميا لتشكيل رومانيا، واختيار بوخارست عاصمة لها.
في 23 فبراير 1866، اضطر تحالف ما يسمى ب «وحشية»، يتألف من المحافظين والليبراليين الراديكاليين، باجبار كوزا للتنازل عن العرش. وعين الأمير الألماني كارول (تشارلز) أميرا لرومانيا، في خطوة لضمان تأييد ألمانيا إلى وحدتها واستقلالها في المستقبل. وكانت المملكة تورث الحكم حتى مجيء الشيوعيين في عام 1947.

## معرض صور

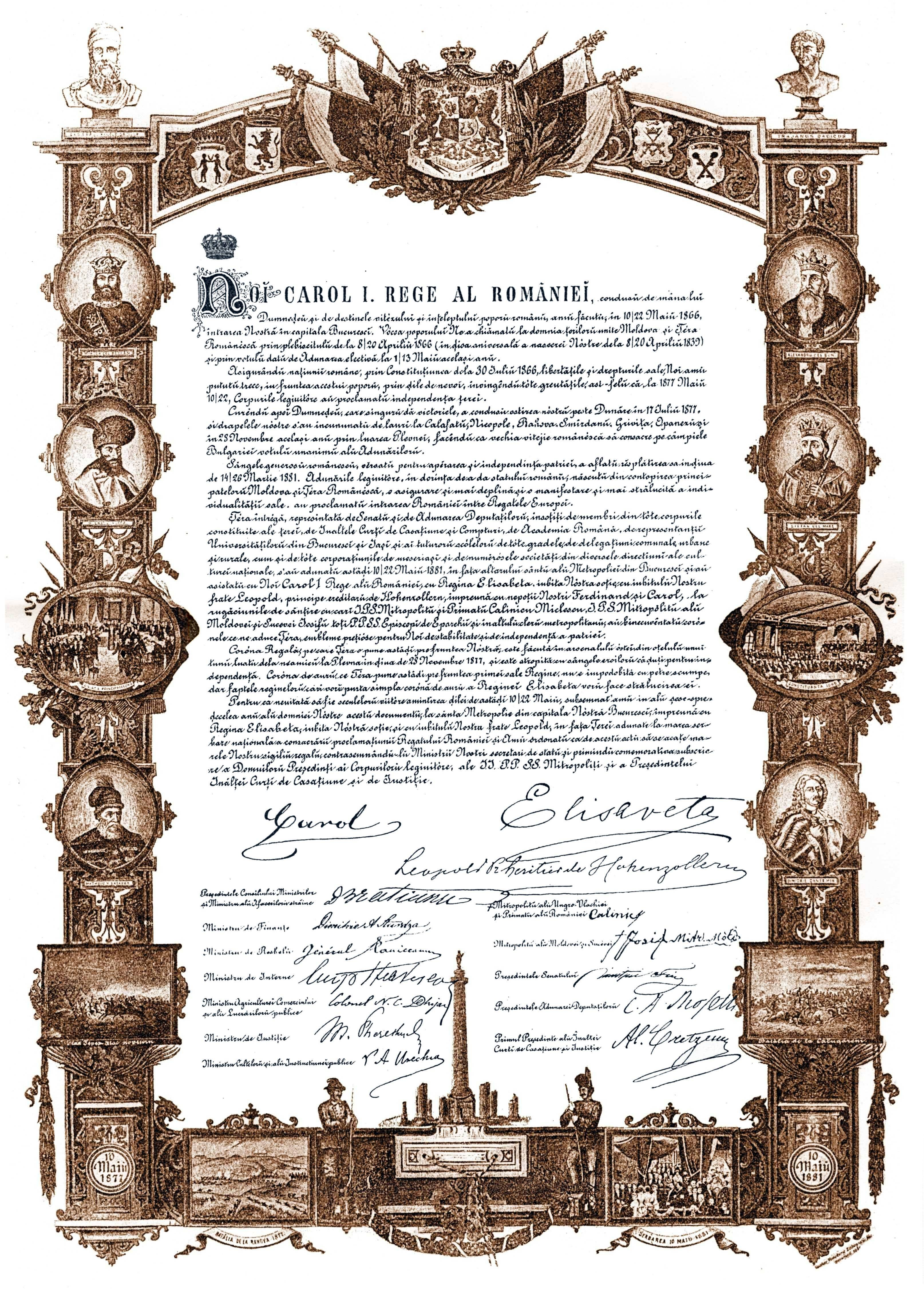
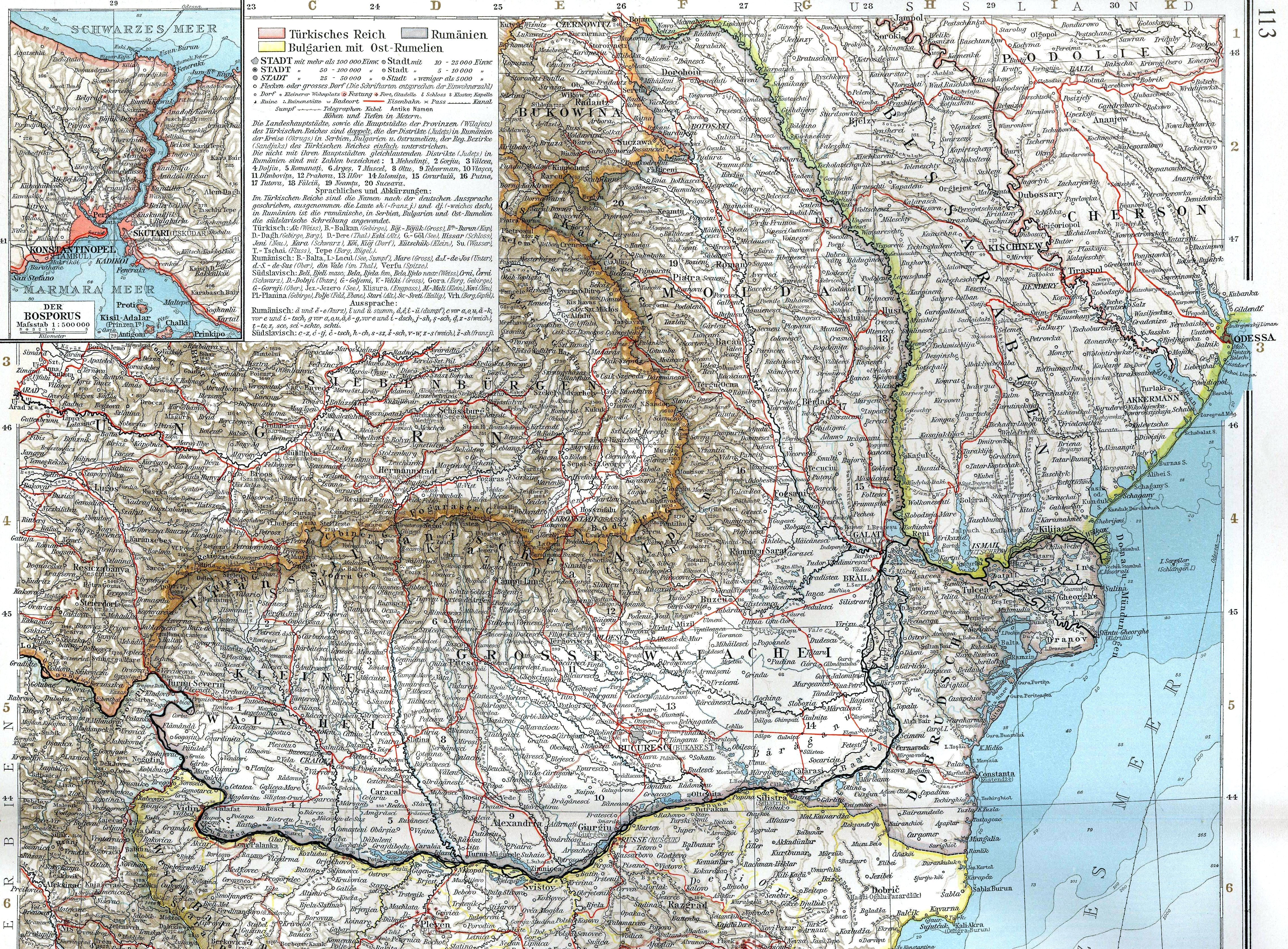